# デヒティネ
デヒティネ（アイルランド語: Deichtine）は『アルスター伝説』に登場する女性。デヒテラ、デクテラ、デヒティレなどとも。 コンホヴァル・マク・ネサの妹（または娘）で、スアルティウの妻。クー・フランの母親としてよく知られている。デヒティネはアルスター物語群に属する物語「クー・フランの誕生」と、Egerton 132 所収の版の「クー・フランの死」に登場する。

## クー・フランの誕生
物語「クー・フランの誕生」は、物語「クアルンゲの牛捕り」の前話の一つで『赤牛の書』などに残されているが、version I とversion Ⅱ という2種類の稿本があり、内容が異なっている。
version I は元々、写本『ドルム・シュネフタの冊子』に保存されていた物語で、8世紀前半に成立したと考えられている。その後『ドルム・シュネフタの冊子』は行方不明になってしまったが、この物語は12世紀の写本『赤牛の書』に書き写され、現在まで伝わっている。しかし『赤牛の書』に書き写された際、改訂者はversion I の結末を削除してしまったという。
version Ⅱ はversion I の増補版で、「Feis Tige Becfoltaig」という名前でも伝わっている。元々は8世紀後半、または9世紀に書かれたものと考えられている。この物語は『Egerton 1782』等に残されており、現在まで伝わっている。

### version I のあらすじ
ある日、鳥の大群がエウィン（アルスターの首都）の平原に下りてきて、あらゆる植物を根元まで食い尽くしてしまう。コンホヴァルとその妹デヒティネ（原文では娘）が率いるアルスターの男たちが戦車を出して、鳥の群れを追い払う。追い払いつつ移動するうちに、一行ははるばるボイン川まで来てしまう。日が暮れると共に雪が降りだす。
野中の一軒屋を見つけて駆け込んだ一行は、その家の主人に篤くもてなされる。アルスターの男たちは、その家で一晩心ゆくまで酒を飲んで過ごす。家の主人は、じつは妻が物置部屋で出産するところなのだと語る。デヒティネが行って、出産を手伝う。それと同時に、この家の表扉のところで牝馬が二頭の子馬を出産する。夜が明けると家とその主人が消え失せている。デヒティネとアルスターの男たちは、生まれたばかりの赤ん坊と二頭の子馬を連れて、エウィンへと帰る。
彼らが育てた甲斐あって、赤ん坊はやがて少年にまで成長するが、病を得て死んでしまう。デヒティネは悲しみに打ちひしがれる。少年の死を嘆く彼女が帰宅して飲み物を所望する。一杯の飲み物が差し出され、彼女がその杯に口をつけた瞬間、ちっぽけな生き物が飲み物の中へするりと入る。その晩遅く、夢の中で彼女はルグ・マク・エスレンと名乗る男の訪問を受け、その男の子供を宿すこと、ボイン川の近くまで誘い出したのがその男であったこと、彼女が育てた男の子が彼の子供であったこと、その子供が再び自分の子宮に宿ったことを知る。そして、男の子をシェーダンタ（セタンタ）と名付け、二頭の子馬とともに育てねばならぬことも知らされる。
デヒティネのお腹は大きくなるが、父親が誰かわからないので彼女は皆にあざけられる。戦士たちがボイン川近くの一軒屋に泊まった晩、酔っ払ったコンホヴァルがデヒティネに子種を仕込んだのではないか、という陰口さえ聞かれるようになる。コンホヴァルはフェルグスの兄弟であるスアルティウ・マク・ロイヒに話をつけて、デヒティネを彼と結婚させる。彼女は妊娠中に夫と共寝するのは恥であると考え、たいそう心を痛めたので、赤ん坊を流産してしまう。しかし、彼女は奇跡的に再び処女となり、スアルティウとの間に男の子を授かる。そして子供は、シェーダンタと名付けられた。

### version Ⅱ のあらすじ
コンホヴァル王の妹デヒティネは、50人の侍女と共にこつ然と姿を消した。何の手がかりもなく、3年間行方が分からなかった。彼女たちは何度も鳥の姿でエウィン・ワハの前庭に現れ、草を一本残らずついばみアルスターの人びとを怒らせた。コンホヴァルやフェルグス、アワルギン、ブリクリウらが馬車9台で鳥を追いかけたが、鳥の大群はフアドの山を越え、消えてしまった。
フェルグスが辺りを見回っていると、小さな家を見つけた。家にいた夫婦から歓迎されたので、コンホヴァルら一行を連れて家に入る。しばらくして、ブリクリウが外に出た。すると音が聞こえてきたのでその方へ行くと、大きく立派な家を見つけた。家に入ると女から歓迎され、若い主に声を掛けられた。なんと、いなくなった50人の乙女たちはこの家にいるという。そして、主の隣に座る女はデヒティネで、彼女たちは鳥の姿でエウィン・ワハを訪れ、ウラドの人びとが追いかけてくるよう仕向けたというのだ。女は、ブリクリウに紫のマントを与えた。
ブリクリウはフェルグスらのもとに帰ったが、立派な家を見つけたこと、立派な主と女たちがいたことはコンホヴァルにしか語らなかった。コンホヴァルが女を自分の寝床に連れてくるように命じると、フェルグスが使者として赴き、女を連れてきた。女は身重で、翌朝一行が目を覚ますと、コンホヴァルの衣類の中に小さな子供がいた。ここでブリクリウはようやく、フェルグスが連れてきた女がデヒティネであることを明かす。
一行の全員がこの子の里親になりたがったが、エウィン・ワハに帰ると、法律家のモランによる裁定で、コンホヴァルが後見となり、シェンハが言葉と弁論術を教えるなど、みんなの役割を割り振った。こうして、この子供はコンホヴァルのもう一人の妹フィンハイウの夫婦に託され、ムルテウネ平原のイムリトの城砦で育てられることとなった。

## その他の説話
デヒティネは18世紀に編纂されたEgerton 132 所収の版の「クー・フランの死」にも登場する。デヒティネが登場する部分のあらすじは以下の通り。
クー・フランは死地へ向かう前に、母デヒティネのもとへ別れの挨拶を述べに行く。デヒティネは、出かける前に飲み物を一杯飲んでいくように言い、杯を差し出す。しかし、杯の中はたちまち血で満たされてしまう。2回、3回と入れ直しても同じであった。クー・フランは怒りから杯を岩に叩きつけ、「私の死もいよいよ近づいたのです。今度の戦いからは、私は生きて帰ってこないでしょう」と言った。デヒティネとカスバドはせめてコナル・ケルナッハが帰ってくるのを待つべきだと説くが、クー・フランは狂気から聞く耳を持たなかった。